# Gandbol'nyj klub Lada
Il Gandbol'nyj klub Lada, nota anche come Lada Togliatti, è una squadra di pallamano femminile russa, con sede a Togliatti.

## Storia
Il club è stato fondato nel 1998, assorbendo le attività della squadra della Scuola infantile e giovanile n. 6, nata nel 1996. A partire dal 1999 è sotto il patronato della Lada-Vaz ed in quello stesso anno si è iscritta per la prima volta al massimo campionato, la Superleague russa.
Dal 2006-2007 ha preso la denominazione attuale ed è al 100% di proprietà della Lada-Vaz.
Ha vinto sei campionati russi (2002, 2003, 2004, 2005, 2006 e 2008), una Coppa delle Coppe (2002) e due EHF Cup (2012 e 2014).